# Max Schoendorff
Max Schoendorff , né le 29 décembre 1934 à Lyon, et mort le 20 octobre 2012 à Lyon est un peintre, graveur, illustrateur et scénographe français.

## Biographie
Max Schoendorff est né d'un père lorrain agrégé d'allemand et d'une mère franc-comtoise.
Il suit une formation classique au lycée du Parc de Lyon, qu'il conduit jusqu'à la classe de khâgne. Son père est féru de culture allemande ; ainsi le romantisme allemand, la poésie de Goethe, de Novalis ou de Rilke, la philosophie de Schopenhauer et de Nietzsche le marqueront profondément.
Il se nourrit aussi des philosophes présocratiques comme Héraclite , des alchimistes comme Paracelse, de la philosophie allemande , notamment  celle de Nietzsche, mais aussi du solipsisme de Max Stirner. Parmi les philosophes français, il affectionne les socialistes utopiques comme Fourier ou Proudhon, et les penseurs oubliés, comme Jean-Marie Guyau ou Jules Lequier. Il connaît la poésie d'André Breton et des surréalistes, et l'œuvre de Georges Bataille, ainsi que  celle du marquis de Sade et d'Antonin Artaud.
Les titres de ses peintures et de ses estampes empreints de poésie et d'humour, (parfois noir), reflètent sa familiarité avec Alfred Jarry et la Pataphysique.
Bibliomane depuis sa prime adolescence, il constitue une bibliothèque de près de 35 000 titres. « C'est le lecteur le plus téméraire qu'on connaisse», dit de lui l’écrivain et chroniqueur au Monde Francis Marmande.

### Une figure  de la culture à Lyon
Au milieu des années cinquante à Lyon, il fait partie d’un petit groupe engagé de jeunes intellectuels impliqué dans l'aventure du Théâtre de la Comédie de la rue des Marronniers, aux côtés de son ami Roger Planchon, fondateur plus tard du TNP (Théâtre national populaire) de Villeurbanne.
Il y noue des liens étroits avec le photographe Rajak Ohanian, le poète Robert Droguet, le journaliste et critique d'art Jean-Jacques Lerrant, le cinéphile et écrivain Bernard Chardère, fondateur de Positif, avec lequel il crée la revue de cinéma Premier Plan.
Ce bouillonnement autour du théâtre, des ciné-clubs, des librairies et de quelques rares galeries comme celle de Marcel et Jeanne Michaud (Folklore), contribue activement à la naissance d’un foyer de culture dans la cité rhodanienne.

## Œuvre

### Scénographie
Il s’implique avec détermination dans l’aventure théâtrale de Roger Planchon, il y exercera tous les métiers. Il incite à la découverte d’auteurs peu connus, il introduit Michel Vinaver au théâtre, invite Arthur Adamov à Lyon, fait lire Witold Gombrowicz à Jacques Rosner ; à Toulouse, il introduit Sade chez Molière, chez Marivaux. Sa conception de la scénographie conditionne la mise en scène. Le Dramaturg conçoit les décors et les costumes. Ses inventions techniques donnent naissance à de véritables machines à jouer.
Les grandes maisons sont séduites par ses partis pris : Schillertheater (Berlin), Opéra de Paris, de Hambourg, Opéra de Lyon, Comédie-Française, T.N.P. de Paris, de Villeurbanne, Le Grenier de Toulouse/Théâtre Sorano, Rogaland Teater (Norvège). Il collabore aussi bien avec des festivals de musique qu’avec de petites scènes dans le sud de la France où son inventivité est à l’épreuve. Il conçoit des décors de cinéma pour Jean-Marie Straub et Danièle Huillet, pour le cinéaste iconoclaste portugais João César Monteiro. Dans le domaine de la mise en scène, il a, enfin, signé avec Roger Planchon, un montage des textes du marquis de Sade.

### Peinture
C'est par la fréquentation des œuvres de la renaissance allemande de Matthias Grünewald et surréalistes, d'Hans Bellmer, d'André Masson et notamment de Max Ernst, qu'il vient à la peinture.
À la fin des années 1950, Marcel Michaud l’expose à la galerie «Folklore» à Lyon et l’introduit sur la scène parisienne (chez Édouard Loeb). Dès 1938, Marcel Michaud accrochait à ses cimaises, dans les brumes et les frilosités lyonnaises, l’avant-garde artistique, Fautrier, Max Ernst, Picasso et le groupe Témoignage. 
Peu après la fermeture de la galerie, Max Schoendorff rencontre Jacques Verrière qui devient son marchand attitré. Pendant vingt ans, la collaboration, l’échange intellectuel et sensible iront bien au-delà de simples rapports commerciaux.  Jacques Verrière contribue à la diffusion régulière de l’œuvre dessinée, peinte et gravée de Max Schoendorff dans toutes les manifestations régionales, nationales et au-delà, dans les foires, les salons, à travers un réseau européen de galeries et de musées. Cette confiance et cette complicité sont brutalement interrompues par la mort prématurée, en 1986, de celui qui était devenu un ami. Néanmoins, d’autres galeristes ou musées présenteront des expositions de l’artiste, à l’étranger, en France et dans la ville de Lyon.
Épicurien et fumeur de cigares, ne prêtant guère attention à sa santé personnelle, il devra subir en novembre 2011  une opération de la cataracte, qui ne réussit pas. Il continue néanmoins à dessiner une série intitulée A l’aveuglette, des dessins à voir plus tard Martine Zeraffa. Max Schoendorff (1934-2012) : l’atelier, laboratoire de l’œuvre. Art et histoire de l'art. Université de Lyon, 2018, p. 189.
Ses œuvres entrent au musée : Musée d'art moderne André-Malraux (Le Havre), Musée d'Art moderne et contemporain de Saint-Étienne Métropole, Musée de Grenoble, Musée Paul-Dini de Villefranche-sur-Saône, Musée d'art et d'histoire de Genève), dans les FRAC (Fonds régional d'art contemporain) Ile-de-France et Rhône-Alpes ou au FNAC (Fonds national d'art contemporain), acquises ou offertes par des collectionneurs mécènes (Michel Descours
, André Dubois, Françoise Dupuy-Michaud, Jean-Paul Jungo, Gilbert Monin et d’autres), unanimes à considérer que les œuvres de Max Schoendorff ne sont pas assez visibles. Le musée des beaux-arts de Lyon se voit ainsi doté d’une collection tout à fait représentative,. Elle est régulièrement accrochée au musée et sur la scène internationale à l’instigation de Sylvie Ramond qui suscite le dialogue constant avec l’artiste dès son arrivée au musée en tant que conservateur en chef en 2004.

### Quand l’utopie se transforme en atelier: l’Urdla
En 1976, soutenu par des artistes, intellectuels, critiques, conservateurs, familiers de son atelier, il invente et crée l’Urdla (Utopie raisonnée pour les droits de la liberté en art).
Jusqu’à sa mort, par arrêt cardiaque en 2012, il fut l’actif président de ce qui était devenu, en 2003, le Centre international de l’estampe et du livre, unique en France. Les artistes y ont accès à toutes les techniques de reproduction d’originaux multiples que sont les estampes, tout particulièrement la lithographie, sur d’anciennes presses, arrachées à la destruction. Des milliers de tirages, de nombreuses expositions, accompagnées de catalogues approfondis, des éditions rares illustrées, un bulletin trimestriel …Ça presse…, riche de multiples contributions d'artistes et d'écrivains, derrière l’éditorial très attendu de Max Schoendorff, témoignent de la curiosité de cet inlassable pourfendeur de l’idée reçue et du lieu commun,. 
Engagé sur la scène sociale, il fonde, avec la même pérennité, la Mapra (Maison des arts plastiques Rhône-Alpes) devenue en 2017 Mapraa (Rhône-Alpes-Auvergne avec la fusion des régions) qui continue à faire respecter le statut de l’artiste. Déterminé à défendre ses idéaux politiques, il sera tête de liste de gauche pour les élections municipales de 1995 dans le deuxième arrondissement de Lyon,.

## Principales expositions

### Collectives
- 1954 : «  Collages », avec Raymond Grandjean, Librairie des Archers, Lyon
- 1957 : « Bertin, Cuixart, Schoendorff », galerie Folklore – Marcel Michaud, Lyon
- 1958 : « Salon de Mai », Barcelone
- 1962 : « Hommage à Marcel Michaud », galerie Folklore, Lyon ; « Rencontre lyonnaise », organisateurs Alain Crombecque et Alfonso Fernandez, A.G.E.L., Lyon
- 1963 : « Douze peintres lyonnais », Palais des Beaux-Arts, Charleroi, Belgique
- 1965 : Biennale, Paris
- 1966 : « André Dubois, Max Schoendorff, Veyron-Lacroix », galerie Folklore – Marcel Michaud, Lyon
- 1967 : « Modest Cuixart, Jean-Baptiste Chéreau, Max Schoendorff », galerie Folklore – Marcel Michaud, Lyon
- 1968 : « Grands et Jeunes d'aujourd'hui », musée d’Art moderne, Paris
- 1969 : « 53 peintres rhodaniens d’aujourd’hui », Exposition internationale, Sierre (Suisse)
- 1973 : « Phases », galerie Le Passe-Muraille, Lyon
- 1974 : Salon de Mai, Paris ; « Phases », Musée, Ixelles, Belgique
- 1975 : « Armes & Bagages », galerie Verrière, Lyon
- 1977 : « Les Paysages intérieurs III », galerie Arcanes, Bruxelles
- 1978 : « L’Estampe d’aujourd’hui », Bibliothèque nationale, Paris ; « Images de l’imaginaire », ELAC, Lyon
- 1979 ; Huit peintres de Lyon, musée d’Art et d’Histoire, Genève ; Museo de Arte, Mexico
- 1980 : « Tendances de l’art contemporain en France », Institut français, Stockholm ; « Taille-douce. La mémoire du geste », ELAC, Lyon
- 1981 : « Permanence du regard surréaliste », ELAC, Lyon ; « Max Schoendorff, one man show », Internationale Kunstmesse Art (stand galerie Verrière), Bâle (Suisse)
- 1982 : « Dessins français contemporains », Galerie de la SEITA, Paris ; « Perspectives-permanences », galerie Verrière, Lyon ; « Lithographies », Hôtel de Ville, Vénissieux
- 1983 : « Ancrages/Phases », galerie Verrière, Lyon ; « Les Larmes d’Éros », galerie J.-C. David, Grenoble
- 1984 : Premier carrefour international des estampes, La Tour-d’Aigues ; « Camacho, Klossowski, Schoendorff », galerie Verrière, Lyon
- 1985 : Salon de Mai, Paris, Grand Palais
- 1986 : « José Pierre : l’amour de la différence », 37e Salon de la jeune peinture, Grand Palais, Paris ; « Changer la vue », Centre lotois d’arts contemporains, musée de Cahors ; 42e Biennale de Venise, « Arte e Alchimia », commissaire Arturo Schwarz
- 1988 : « SAGA 88 », Salon de l’estampe et de l’édition d’art, Grand Palais, Paris ; « Carte noire », hommage à Jacques Verrière, Centre d'art contemporain, Lacoux
- 1989 : « Marcel Michaud : Lyon 1933-1958 », ELAC, Lyon
- 1990 : « Made in Urdla », Centre d’art contemporain, Lacoux
- 1991 : « Roger Caillois et l’art contemporain », Maison de l’Amérique latine, Paris ; Salon de Mai, Paris, Grand Palais ; Internationale Kunstmesse Art (galerie Verrière), Bâle (Suisse)
- 1991 : « Schoendorff, tapis originaux », Arrivetz, Lyon
- 1992 Internationale Kunstmesse Art (galerie Verrière), Bâle (Suisse)
- 1992 : « Lumière du jour – lumière noire », Galerie Lumière noire, ACTUAL et le mouvement Phases, Montréal (Québec)
- 1992 : « Le Règne imaginal », La Galerie, Paris ; galerie Lemand, Paris
- 1992 : Internationale Kunstmesse Art (galerie Verrière), Bâle (Suisse)
- 1993 : « Complicités d’évasion », ELAC, Lyon ; Institut français, Naples
- 1993 : Foire de Francfort
- 1994 : SAGA, Parc des expositions, Porte de Versailles, Paris
- 1995 : « Jean-Clarence Lambert, Les mots et le visible », Artcurial, Paris
- 1995 : « Lyon 1920-1960. Les Chemins de l’abstraction », galerie Olivier Houg, Lyon
- 1995 : « Éventails d'artistes contemporains », galerie La Pochade, Paris
- 1996 : « Carte blanche à Jean-Jacques Lerrant », Le Polaris, L’Embarcadère, Lyon ; « Noirs dessins », Centre d’art contemporain, Lacoux
- 1997 : « Autour de José Pierre », galerie Lemand, Paris ; « De la trace au plan », Lyon, ELAC, galeries Véronique Smagghe et K'ART (Paris)
- 1998 : « Manifeste communiste, 150e anniversaire, 100 peintres et sculpteurs », 2, place du Colonel-Fabien, Paris
- 1998 : « Corps à vif, Art et Anatomie », musée d’Art et d’Histoire, Genève  2000 « Rémy Zaugg. Portrait d’un ami », musée cantonal des Beaux-Arts, Lausanne
- 2001 : « La Commune de Paris a 130 ans », Assemblée nationale, Paris
- 2007 :« José Pierre, Le surréalisme revendiqué », galerie 1900-2000, Paris
- 2008 : « XXX Ailes, 13 gravures monumentales », Urdla, Villeurbanne
- 2012 : « Le Poids du monde, Marcel Michaud (1898-1958) », musée des Beaux-Arts, Lyon
- 2013 : « Surgis de l’ombre. Exposition imaginée par Florian Rodari », galerie Alain Paire, Aix-en-Provence
- 2014 : « Dialogue avec la Fondation Bullukian », musée des Beaux-Arts, Lyon
- 2015 : « Surréalistes, certes », galerie Michel Descours, Lyon
- 2015 : « Un regard sur la scène artistique lyonnaise au XXe siècle », musée des beaux-arts, Lyon
- 2015 : « Los Modernos », museo national de arte, Mexico ; museo de las Artes Universidad, Guadalajara
- 2015 : « One More Time. L’exposition de nos expositions », Mamco, Genève
- 2016 : « Peintres et vilains, imprimer l’art », bibliothèque municipale, Lyon
- 2016 : « Autoportraits, de Rembrandt au selfie », Karlsruhe, Staatliche Kunsthalle, Lyon, musée des beaux-arts, Edinburgh, National Galleries of Scotland.

## Travaux

### Éditions et publications illustrées par Max Schoendorff
- Paul Auster, Le Voyage d’Anna Blume, Éd. Actes Sud, 1989
- Michel Bernard, Hélicon, Paris, Michel Cassé éd., 1974
- Lionel Bourg, « Max Schoendorff », guide Utopia, n° 1, mars 97
- Lionel Bourg et al., Le Voyage singulier. Regards d’écrivains sur le patrimoine. Genève–Rhône-Alpes, Éditions Paroles d’Aube, Carouge-Genève, Vénissieux, 1996
- Pierre Courtade, Jeu de Paume, Paris, Le Temps des Cerises, 1997
- Claude Courtot, Une épopée sournoise, Paris, Librairie José Corti, 1987
- « Créer au XXIe siècle », Cahiers Roger Vailland, n° 6, décembre 1996
- Jacques Dill, Marcel Sassolas, Douze rencontres en terrain psychotique, Toulouse, Éditions Éres, 2015
- Robert Droguet, L’Opération Schoendorff, Lyon, Éd. Verrière, 1971
- Ellébore, n° 7, Paris, Ellébore éditeur, 1993
- Philippe Fouché-Saillenfest, Clématites, Villeurbanne, s.é., 1981
- Philippe Fouché-Saillenfest, Sonnets, Paris, Librairie Le Pont de l’Épée, 1987
- Henri Gautier, Dans le coffret tombé ouvert, Bagnols-sur-Cèze, Guy Chambelland éditeur, 1974
- Gérard Guillot, Angélique, Lyon, Carnet Syntaxe, n° 3, 1957
- Griffon, Phases, Lyon, galerie Verrière, mars-avril 1980
- Édouard Jaguer, L’Envers de la panoplie, Paris, Éditions Syllepse, 2000
- Jean-Jacques Lerrant, Corinne Walker, Le Voyage singulier, Genève, Éditions Paroles d’Aube, 1996
- « Le libertinage, une passion de liberté », Cahiers Roger Vailland, n° 9, juin 1998
- Gilles Maignaud (sous la dir.), François Badoit lieur, Pérouges, Pérouges, Mac, 1993
- Dionys Mascolo, De L’amour, Urdla, Villeurbanne, 1993
- François Montmaneix, Le Dé, Bagnols-sur-Cèze, Guy Chambelland éditeur, 1974
- Jacques Neyme, À vif à peine un mot, Bagnols-sur-Cèze, Guy Chambelland éditeur, 1975
- Odile Nguyen-Schoendorff, Je suis… Claude Bernard, Lyon, Jacques André éditeur, 2009
- Odile Nguyen-Schoendorff, Je suis… François Rabelais, Lyon, Jacques André éditeur, 2011
- Odile Nguyen-Schoendorff, Je suis… Jean-Jacques Rousseau, Lyon, Jacques André éditeur, 2011
- Jean Pache, Les Soupirs de la sainte et les cris de la fée, Pully, Suisse, Pierre-Alain Pingoud éd., 1991
- Jean Pache, Vingt et un lieux de la jubilation, Genève, Éditions Zoé, 2000
- Christian Petr, Je suis… Roger Vailland, Lyon, Jacques André éditeur, 2012
- Phases, galerie Verrière, Lyon, mars-avril 1980
- José Pierre, La Magdeleine aux baisers, Villeurbanne, Urdla, 1986
- Roger-Arnould Rivière, Poésies complètes, Bagnols-sur-Cèze, Guy Chambelland éditeur, 1975
- Jacques Roman, La Chair touchée du temps, Lausanne, Suisse, Chabloz, 2005
- Annie Salager, La Femme-Buisson, Paris, Édition Saint-Germain-des-Prés, 1973
- Annie Salager, Les Fous de Bassan, Paris, Édition Saint-Germain-des-Prés, 1976
- Annie Salager, Récit des terres à la mer, Lyon, Fédérop, 1978
- Annie Salager, Bleu de terre, Vénissieux, La Passe du vent, 2008
- Annie Salager, Le lumineux le celé, Saint-Laurent-du-Pont, Éd. Le Verbe et l’empreinte, 2010
- Le Soigneur de Gravité, n° 1, décembre 1991
- Jean Schuster, Carton blondes ondulées, Villeurbanne, Urdla, 1989
- Melchior Vischer, Transcerveau express, trad. de l’allemand par Claude Riehl, Lyon, La Fosse aux ours, 1999.

### Décors de théâtre
- 1964 : La Pierre philosophale d’Antonin Artaud, mise en scène Jean Aster et Gisèle Tavet, Théâtre de la Croix-Rousse, Lyon
- 1965 : Le Bourreau du Pérou de Georges Ribemont-Dessaignes, mise en scène Jean Aster et Gisèle Tavet, Théâtre de la Croix-Rousse, Lyon
- 1969 : Requiem d'Hector Berlioz, mise en scène Louis Erlo, Festival de Lyon
- 1970 : Opérette de Witold Gombrowicz, mise en scène Jacques Rosner, TNP, Paris
- 1972 : La Langue au chat de Roger Planchon, Théâtre de Villeurbanne
- 1975 : Une lune pour les déshérités d’Eugene O’Neill, mise en scène Jacques Rosner, Comédie-Française, Odéon, Paris
- 1976 : Die Unbeständigkeit der Liebe (La Double Inconstance) de Marivaux, mise en scène Jacques Rosner, Schiller-Theater, Berlin
- 1977 : Le Mariage de Figaro de Beaumarchais, mise en scène Jacques Rosner, Comédie-Française, Paris ; La Cenerentola, de Rossini, mise en scène Jacques Rosner, Opéra de Paris
- 1978 : Phèdre de Jean Racine, mise en scène Jacques Rosner, Comédie-Française, Paris ; Si jamais j’te pince, de Labiche, mise en scène Jacques Rosner, Théâtre d’Aubervilliers
- 1979 : Socrate d’Erik Satie, mise en scène Humbert Camerlo, Opéra de Paris
- 1979 : L’Atelier de Jean-Claude Grumberg, mise en scène Maurice Bénichou, Jean-Claude Grumberg et Jacques Rosner, Odéon, Paris
- 1980 : Macbeth de Shakespeare, mise en scène Jacques Rosner, Bouffes du Nord, Paris
- 1980 : Erwartung de Schönberg, et Barbe Bleue de Bartók, mise en scène Humbert Camerlo, Opéra de Paris
- 1981 : L’Eté dernier à Tchoulimsk d’Alexandre Vampilov, mise en scène collective des comédiens et de Max Schoendorff, T.N.P., Villeurbanne
- 1982 : Night and Day de Tom Stoppard, mise en scène Jacques Rosner, Centre dramatique de Reims
- 1982 : Yvonne, princesse de Bourgogne de Witold Gombrowicz, mise en scène Jacques Rosner, Comédie-Française et Odéon, Paris
- 1983 : L’École des femmes, La Critique de l’École des femmes de Molière, mise en scène Jacques Rosner, Comédie-Française, Paris
- 1985 : Rhinocéros de Ionesco, mise en scène Jacques Rosner, Rogaland Teater (Norvège) ; La Culotte, de Carl Sternheim, mise en scène Jacques Rosner, Grenier de Toulouse, Théâtre Daniel-Sorano
- 1986 : Le Terrain Bouchaballe de Max Jacob, mise en scène Jacques Rosner, Grenier de Toulouse, Théâtre Daniel-Sorano
- 1987 : L’Étrange Intermède d’Eugene O’Neill, mise en scène Jacques Rosner, Théâtre Daniel-Sorano, Toulouse
- 1988 : Orage d’August Strindberg, mise en scène Jacques Rosner, Théâtre Daniel-Sorano, Toulouse
- 1989 : Ruy Blas de Victor Hugo, mise en scène Jacques Rosner, Théâtre Daniel-Sorano, Toulouse
- 1990 : Don Giovanni de Mozart, Dom Juan de Molière, mise en scène Jacques Rosner, Théâtre du Capitole - Le Sorano, Toulouse
- 1993 : Carmen Jazz, mise en scène André Serré, Théâtre antique, Vienne
- 1996 : Von Heute auf Morgen [Du jour au lendemain], opéra filmé en un acte de Schoenberg, réalisation Jean-Marie Straub et Danièle Huillet
- 1997 : Les Aventures de Pinocchio opéra de en:Kurt Schwaen, Théâtres 13
- 1998 : Angelo, tyran de Padoue de Victor Hugo, mise scène Akel Akian, Théâtres 13
- 1999 : La Locandiera de Carlo Goldoni, mise scène Akel Akian, Théâtres 13
- 2001 :' 'Les Derniers Devoirs de Louis Calaferte, mise en scène François Cottrelle, Théâtre Sud
- 2002 : Le Prince travesti de Marivaux, mise en scène Fabien Dariel, Théâtre Sud
- 2003 : Monsieur chasse de Georges Feydeau, mise en scène Akel Akian, Théâtre Sud
- 2004 : Irma la douce d'Alexandre Breffort et Marguerite Monnot, mise en scène Jeanne Béziers, Théâtre Sud
- 2004 :  Drôles de contes, carte blanche à Max Schoendorff, Lyon, Amphi cabaret, Opéra, samedi 24 avril 2004
- 2005 : Les affaires sont les affaires d’Octave Mirbeau, mise en scène Jean-Michel Bayard, Théâtre Sud
- 2006 : George Dandin de Molière, mise en scène  Akel Akian, Théâtre Sud
- 2007 : Le Roi Victor de Louis Calaferte, mise en scène Raymond Vinciguerra, Théâtre Sud.

### Filmographie
- 1987 : Lyon. Arts plastiques. Max Schoendorff. Entretien avec Jean-Jacques Lerrant, réalisation Alain Vollerin, VHS Sécal, 46 min
- 2004 : La Peinture lyonnaise, Georges Combe, Jean-Jacques Lerrant, DVD, 54 min, CLC Productions
- 2004 : Lyon, ville de peintres, Georges Combe et Jean-Jacques Lerrant, DVD, 52 min, CLC Productions
- 2005 : Portraits de six peintres contemporains : Jean-Philippe Aubanel, Hilary Diamond, Patrice Giorda, Hubert Munier, Max Schoendorff, Jacques Truphémus, DVD, 6 x 12 min, CLC Productions
- 2006 : L’Empreinte d’un baiser ou Voyage en Urdla, Henri Durand, DVD, 52 min, Netcast Productions
- 2008 : Bernard Chardère ou le Cinéma comme humanisme, Vincent Lowy, DVD, 51 min, dans Aurouet Carole (sous la dir. de), Bernard Chardère, 60 ans de cinéma, Paris, Nouvelles éditions Jean-Michel Place, 2012
- 2011 : Entretiens Patrice Béghain-Max Schoendorff, 28 janvier 2011, Lyon, musée des Beaux-Arts, dans le cadre de l'exposition Max Schoendorff, Accrochage, du 28 janvier au 23 mai 2011, 68 min
- 2016 : L’Atelier de Max Schoendorff, Martine Tallet, François Ribière, DVD, 13 min, Urb’art
- 2016 : Chez Max Schoendorff, Dominique Rabourdin, DVD, 18 min, Dominique Rabourdin production.